# Bảo tàng Máy bay Szolnok
Bảo tàng Máy bay Szolnok (Szolnoki Repülőmúzeum) là bảo tàng hàng không lớn ở Szolnok, Hungary. Bảo tàng trưng bày các loại máy bay, động cơ máy bay quân sự và dân sự cũ. Bảo tàng nằm cạnh Căn cứ Trực thăng "Lt. Ittebei Kiss József" của Không quân Hungary; Một phần trong số các tác phẩm trưng bày hiện chuyển đến cơ sở khác của bảo tàng có tên là Reptár nằm ở trung tâm thành phố.

## Lịch sử
Năm 1973, bảo tàng trưng bày bộ sưu tập máy bay và thiết bị ngoại vi kỹ thuật của Trường Cao đẳng Kỹ thuật Bay Kilián György, từ đó đến nay, bộ sưu tập của bảo tàng không ngừng được bổ sung và mở rộng.
Ban đầu, bộ sưu tập của bảo tàng chủ yếu tập trung vào lĩnh vực hàng không quân sự và dần dần người ta đưa thêm các máy bay dân dụng vào hạng mục trưng bày. Bộ sưu tập của bảo tàng có thể chia thành hai: phần trưng bày ngoài trời và phần trưng bày trong nhà. Phần trong nhà gồm có các bộ sưu tập vũ khí, đồng phục và ảnh của ngành hàng không. Bảo tàng cũng lưu giữ phần còn lại của một số máy bay chiến đấu bị bắn rơi ở Hungary trong Chiến tranh thế giới thứ hai. Bảo tàng cũng đóng vai trò hàng đầu trong việc trục vớt và bảo tồn những xác máy bay này.
Nhờ vào những nỗ lực này, bảo tàng sở hữu xác máy bay Ilyushin Il-2, hai chiếc Messerschmitt Bf Bf 109 và một chiếc LaGG-5. Bộ sưu tập cũng bao gồm một chiếc Lisunov Li-2 có thể cất cánh. Chiếc Lisunov Li-2 này trở thành mẫu máy bay duy nhất còn khả năng bay trong viện bảo tàng.

## Bộ sưu tập

### Máy bay có động cơ cánh cố định
- Aeronautika Denevér (eng. Mean.:"bat ", chiếc UAV đầu tiên và duy nhất hoàn toàn do Hungary sản xuất)
- Super Aero 45
- Aero L-29 Delfin
- Aero L-39 Albatros ZO
- Antonov An-2
- Antonov An-24

- Antonov An-26

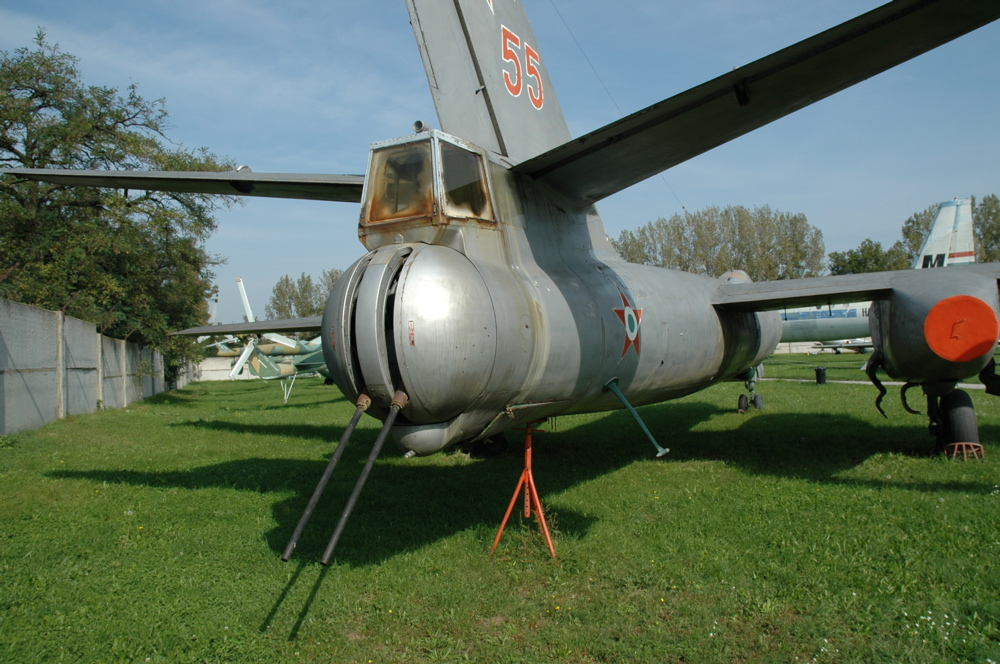
Máy bay ném bom hạng nhẹ Ilyushin Il-28

- F-104 Starfighter (tiếng Thổ Nhĩ Kỳ cũ)
- F-104 Starfighter (Tây Đức cũ)
- Hawker Hunter Mk58, cựu Patrouille Suisse
- Ilyushin Il-2 M3 (xác tàu từ Hồ Balaton
- Ilyushin Il-14
- Ilyushin Il-18 V
- Ilyushin Il-28
- Hãy để L-200A Morava
- Lisunov Li-2
- Mikoyan-Gurevich MiG-15 bis
- Mikoyan-Gurevich MiG-15 UTI
- Mikoyan-Gurevich MiG-17 PF
- Mikoyan-Gurevich MiG-19 PM
- Mikoyan-Gurevich MiG-21 F-13
- Mikoyan-Gurevich MiG-21 MF
- Mikoyan-Gurevich MiG-21 bis
- Mikoyan-Gurevich MiG-21 bisAP
- Mikoyan-Gurevich MiG-21 PF

- Mikoyan-Gurevich MiG-21 R
- Mikoyan-Gurevich MiG-21 U
- Mikoyan-Gurevich MiG-21 UM
- Mikoyan-Gurevich MiG-23 MF
- Mikoyan-Gurevich MiG-23 UB

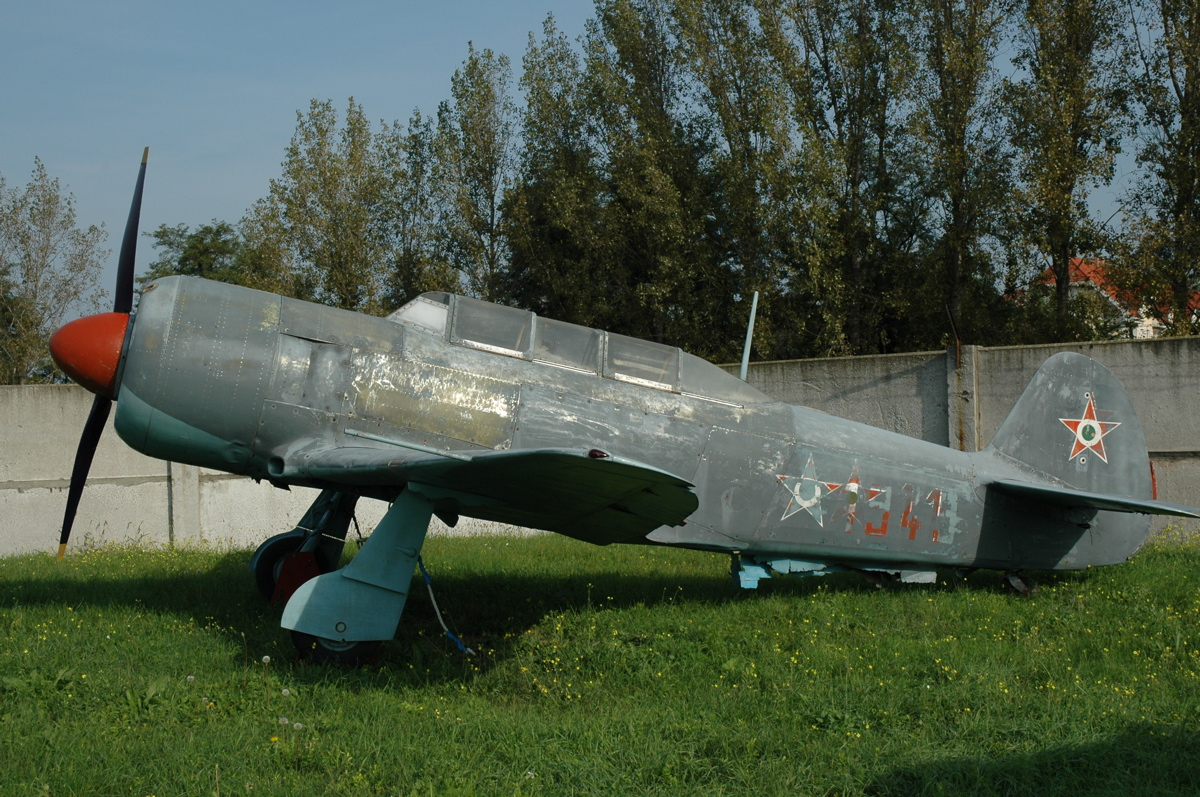
Máy bay huấn luyện Yakovlev Yak-11 (LET C-11), bán vào năm 2006

- Messerschmitt Bf 108 Taifun đã khôi phục lại chiếc Yakovlev Yak-11 đã bán (hiện được đặt trong nhà chứa máy bay mới)
- Polikarpov Po-2 (hiện được đặt trong nhà chứa máy bay mới)
- Saab J 32E Lansen
- Saab JA 37DI Viggen
- Sukhoi Su-22 M3
- Tupolev Tu-134
- Tupolev Tu-154
- Yakovlev Yak-11 (hiện được đặt trong nhà chứa máy bay mới, nó là chiếc máy bay duy nhất thuộc dòng này ở Hungary)
- Yakovlev Yak-12 R (hiện được đặt trong nhà chứa máy bay mới)
- Yakovlev Yak-18 (hiện được đặt trong nhà chứa máy bay mới)
- Yakovlev Yak-52

### Tàu lượn
- R-16 Lepke
- R-26S Góbé

### Máy bay trực thăng

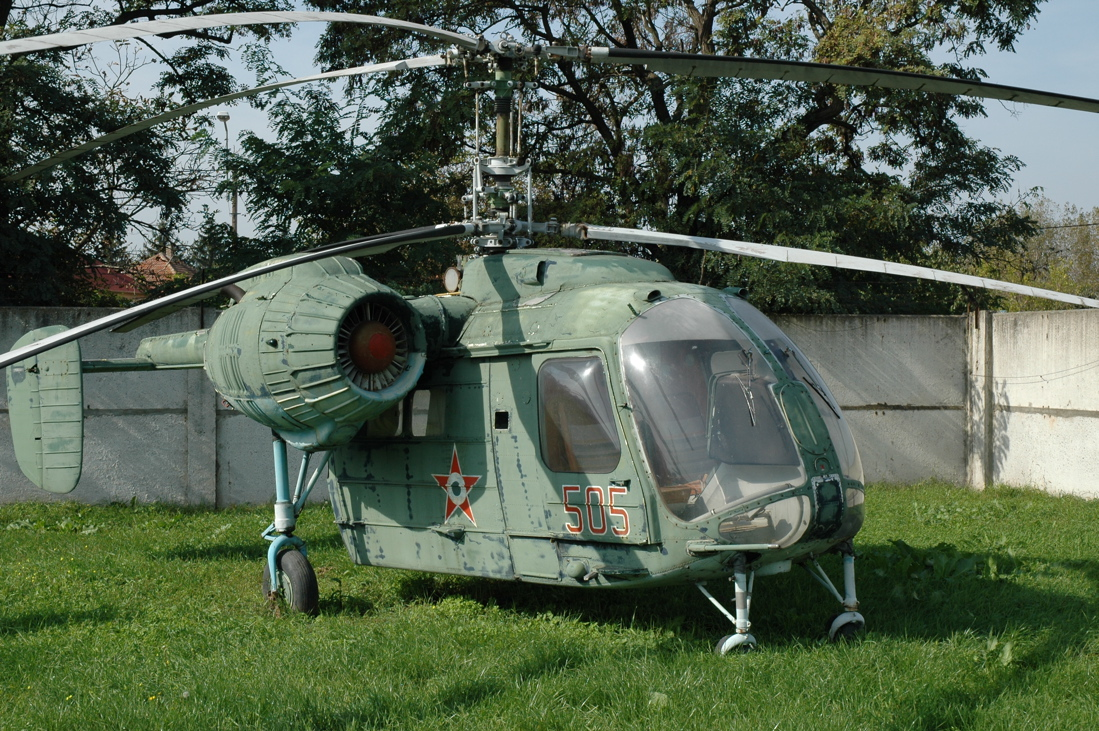
Trực thăng Kamov Ka-26

- Mil Mi-1 M
- Mil Mi-2
- Mil Mi-4 A
- Mil Mi-8 P
- Mil Mi-8 T
- Mil Mi-24 D
- Kamov Ka-26

### Động cơ

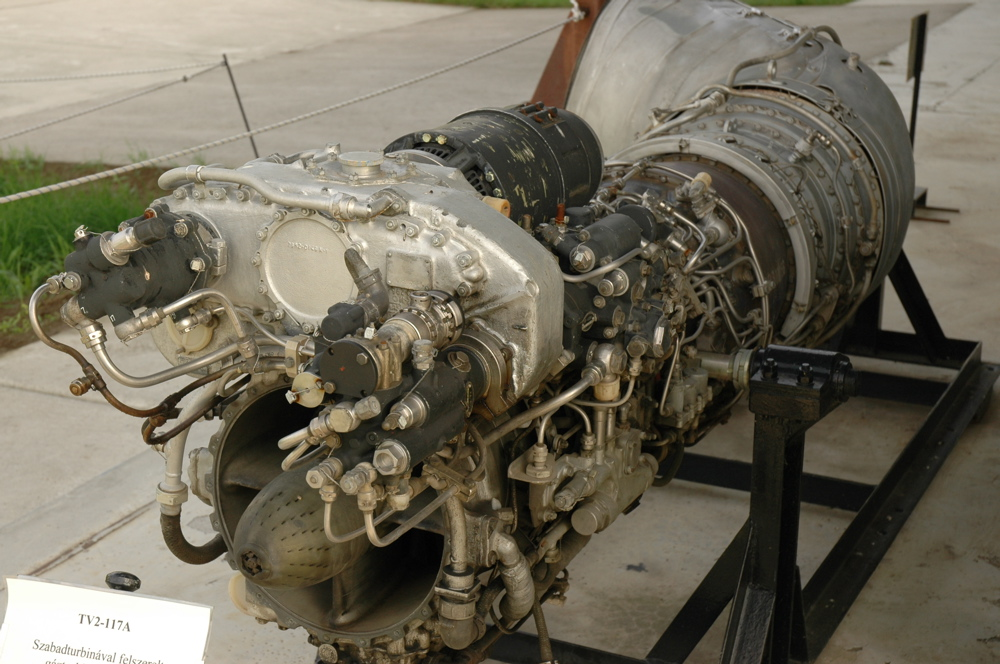
Động cơ turboshaft Isotov TV2-117A

- Avia M-462 RF
- BMW 801
- Daimler-Benz DB 605
- Công cụ thử nghiệm của Fejes Jenő
- Isotov GTD-350
- Isotov TV2-117A
- Ivchenko AI-14R
- Ivchenko AI-26V
- Ivchenko AI-20M

- Ivchenko AI-24VT
- Ivchenko AI-25TL
- Klimov VK-1 A
- Kuznetsov NK-8-2U
- Le Rhône 9J
- Mikulin AM-42
- Siemens-Halske Sh 4
- Shvetsov M-11FR
- Shvetsov AS-21
- Shvetsov AS-62 IR
- Shvetsov AS-82
- Tumansky RD-9 B
- Tumansky R-11 F-300
- Vedeneev M-14V-26
- Walter 6-III

## Các phần khác
- Phần thân máy bay Fiat G.12
- Ghế phóng
- Nhiều hệ thống vũ khí trên tàu
- Máy ảnh trinh sát ảnh hàng không
- Hệ thống rađa